# چه پرستاره بود شبم
چه پُرستاره بود شبم فیلمی به کارگردانی و نویسندگی ناصر غلامرضایی محصول سال ۱۳۵۵ است.

## خلاصه داستان
اواخر تابستان، روستای چشمه سرده لرستان. بخی جوان نابینایی است که با تکدی گذارن می‌کند. اهالی روستا برای گریز از گرمای هوا و رسیدنبه امور زراعتی آبادی را ترکگ می‌کنند و به کوه پایه‌ها و زیر چادر پناه می‌برند. فقط بخی در آبادی می‌ماند و برای به دست آوردن اندکی پول به انتظار عبور اومبیل‌های شخصی، مسافری یا باری می‌نشیند، که در صورت توقف، از راننده یا مسافران پول سیاهی بگیرد. برادرش میرزا رابطهٔ او را با خانواده اش، که در چادر زندگی میی کنند، برقرار می کندد. روزی بخی موقع بازگشت ب محل مسکونی اش متوجهٔ عبور اتومبیلی می شودکه عروسی با خود دارد. صدای اتومبیل روحیهٔ بخی را دگرگون می‌کند و او که دچار توهم ذهنی شده، روز بعد، برای یافتن منبع صدا همهٔ آبادی را زیر پا می‌گذارد تا به گندابی می‌رسد. صدای غورباغه‌های درون برکه او را جذب می‌کند و پناهگاه حسی و عاطفی بخی می‌شود. از آن پس بخی بیش تر اوقاتش را کنار برکه می‌گذراند، تا این که پاییز فرا می‌رسد و با ریزش اولین باران برکه به جویباری تبدیل می‌شود، و بخی دیگر هیچ تفننی در زندگی ندارد.

## بازیگران
- بختیار حسن‌وند
- میرزا کاویانی
- خدیجه نظریان
- قدوسی حسن‌وند